# Kurt Winter
Kurt Winter (2. dubna 1946 – 14. prosince 1997) byl kanadský rockový kytarista a skladatel, nejvíce známý jako člen skupiny The Guess Who.

## Diskografie

### s The Guess Who
- 1970: Share the Land
- 1971: Best of The Guess Who
- 1971: So Long, Bannatyne
- 1972: Rockin'
- 1972: Live at the Paramount
- 1973: Best of the Guess Who Volume 2
- 1973: Artificial Paradise
- 1973: #10
- 1974: Road Food
- 1978: Guess Who's Back?
- 1979: All This For a Song
- 1988: Track Record: The Guess Who Collection
- 1997: The Guess Who: The Ultimate Collection
- 1999: The Guess Who: Greatest Hits
- 2000: Live at the Paramount (re-mastered)
- 2000: Share the Land (re-mastered)
- 2003: Platinum & Gold Collection: The Guess Who
- 2004: Wheatfield Soul / Artificial Paradise (re-mastered)
- 2004: So Long Bannatyne / #10 (re-mastered)
- 2004: Rockin' / Flavours (re-mastered)
- 2004: Road Food / Power in the Music (re-mastered)
- 2006: Bachman Cummings Song Book